# United States Postal Service

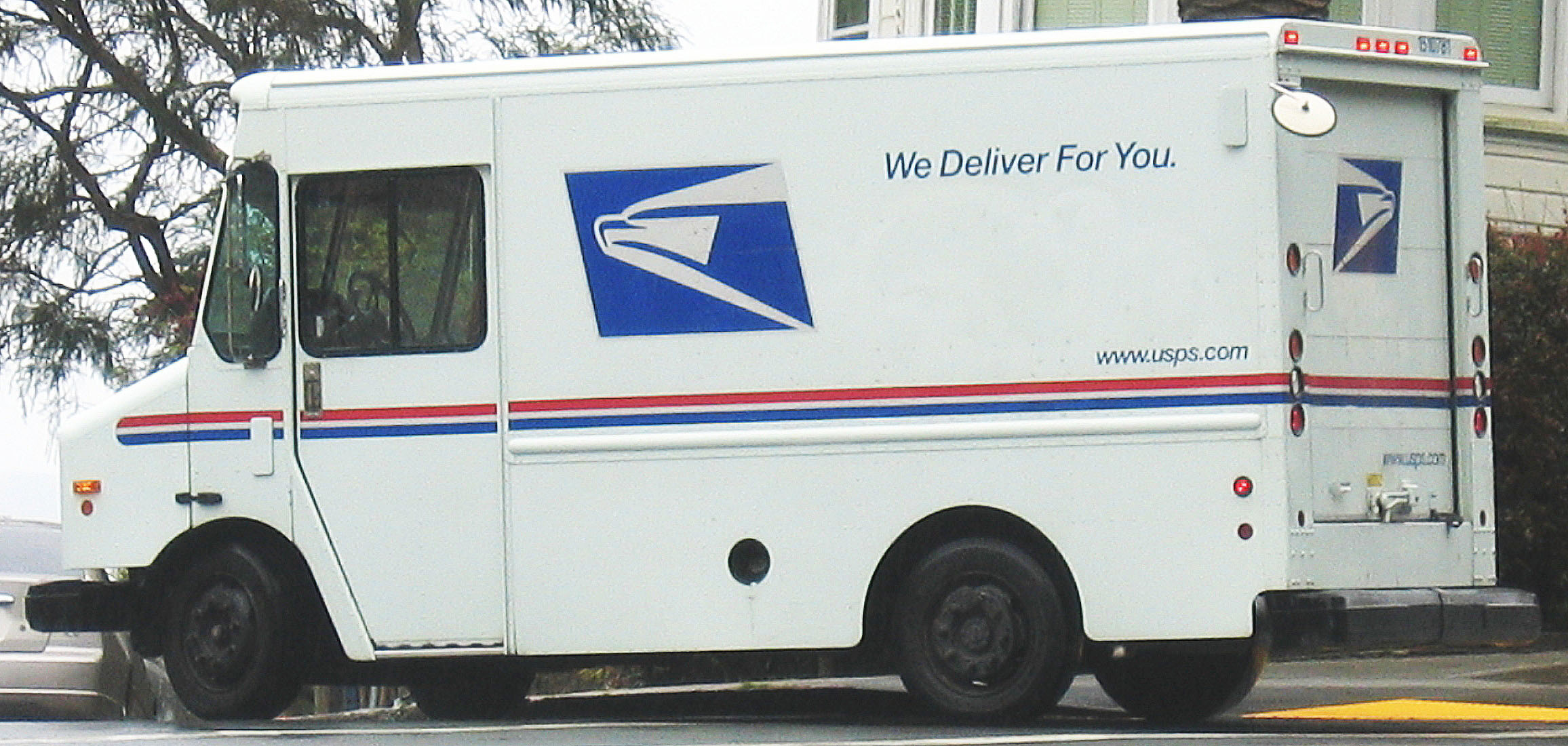
USPS furgone di distribuzione.

Lo United States Postal Service (USPS, normalmente conosciuta negli Stati Uniti come Post Office, Postal Service, o U.S. Mail) è un'agenzia indipendente del Governo degli Stati Uniti d'America, responsabile del servizio di posta negli Stati Uniti d'America.

## Storia

Logo usato dal U.S. Post Office Department prima della creazione del USPS

Il primo servizio postale in America nacque nel febbraio 1692: una concessione del re Guglielmo III e della regina Maria II autorizzò Thomas Neale «...a mettere in funzione e gestire, con l'autorizzazione delle reali maestà, in tutte le colonie e piantagioni d'America, un ufficio o quanti uffici necessari a ricevere e distribuire lettere e pacchetti, inviare e distribuire mediante il pagamento di somme che i piantatori siano d'accordo a pagare, mantenendo tale diritto per un periodo di ventuno anni».
Il Postal Inspection Service, che tutt'oggi tutela la sicurezza dei servizi postali americani, ha le sue origini nel 1772, quando Benjamin Franklin nominò un surveyor per controllare i flussi postali.
La fondazione delle attuali poste statunitensi risale al 1775, quando non esistevano ancora né gli Stati Uniti d'America e nemmeno era stata proclamata l'indipendenza delle Tredici Colonie. Il 26 luglio 1775, infatti, il Secondo congresso continentale nominava con decreto Benjamin Franklin primo direttore generale delle poste.
Basato sulla clausola postale dell'articolo 1 della Costituzione degli Stati Uniti, autorizzava il Congresso «...a fondare un ufficio postale», divenne il Dipartimento delle Poste degli Stati Uniti d'America (USPOD) nel 1792 durante la presidenza di George Washington.
L'USPO venne ampliato durante la presidenza di Andrew Jackson, causando però problemi per la scarsità di dipendenti e mezzi di trasporto. Gli impiegati postali del tempo erano reclutati fra i sostenitori del partito di governo come ricompensa per il loro attivismo. Essi raramente avevano esperienza di servizio postale e il servizio ne pativa le conseguenze. Questo sistema venne modificato nel 1883 dopo l'approvazione del Pendleton Act (atto di riforma del servizio civile).
Una volta che fu chiaro che il servizio di posta dovesse essere esteso a tutti gli Stati Uniti, venne istituito l'uso della ferrovia per il trasporto della corrispondenza nel 1832.  Le compagnie ferroviarie ampliarono il servizio nel 1862, ed il Railway Mail Service venne inaugurato nel 1869. Vennero costruiti dei carri ferroviari capaci di smistare la posta e distribuirla durante il tragitto. Gli impiegati del RMS che viaggiavano su questi carri divennero presto fra i più abili del servizio postale statunitense, riuscendo a smistare la corrispondenza secondo la destinazione, prima che il treno giungesse in stazione ed erano capaci di movimentare 600 pezzi l'ora. Essi erano sottoposti a continui controlli per valutare la velocità e l'accuratezza del loro lavoro.
Nel 1872 il direttore generale entra a far parte del Gabinetto degli Stati Uniti d'America.
Con l'avvento della distribuzione rurale nel 1896 e l'inaugurazione del servizio di distribuzione dei pacchi nel 1913, aumentò in maniera straordinaria il volume della posta in tutto il paese e determinò lo sviluppo di un sistema più efficiente di trasporto postale.
Il 12 agosto 1918, il Post Office Department diede inizio al servizio di posta aerea (USAAS) ed a capo di questo venne nominato Benjamin B. Lipsner. Uno dei primi atti di Lipsner fu quello di prendere quattro piloti, ognuno dei quali con almeno 1.000 ore di volo, pagandoli circa 4.000 dollari l'anno. Il Post Office Department usò aerei residuati bellici della prima guerra mondiale, Airco DH.4. Nel corso del 1918, vennero aggiunti all'organico altri 36 piloti. In questo primo anno vennero effettuati 1.208 voli postali con 90 atterraggi d'emergenza. Di questi, 53 furono dovuti a condizioni climatiche avverse e 37 a problemi ai motori. Dal 1920, il servizio Air Mail consegnò 49 milioni di lettere. Il trasporto interno specifico per via aerea divenne obsoleto nel 1975, e quello internazionale nel 1995, quando tutta la posta venne trasportata per via aerea con la tariffa postale di First Class mail.
Il Postal Reorganization Act del 1971 trasformò l'amministrazione postale americana nello U.S. Postal Service, ovvero in un'agenzia indipendente, estromettendo il direttore generale dal gabinetto.
Negli ultimi anni '90 e 2000 la concorrenza con le e-mail e gli operatori privati come UPS e FedEx ha obbligato la USPS a riconsiderare la propria strategia commerciale modernizzando i propri prodotti e servizi. La posta First Class mail (protetta da monopolio) è diminuita del 22% dal 1998 al 2007, a causa dell'aumentato utilizzo delle e-mail e del World Wide Web per la corrispondenza e le transazioni commerciali. Nel 2008, una generale contrazione dell'economia mondiale, ha pesato sulla diminuzione del traffico postale, specialmente nell'invio della pubblicità. Minor volume significa minori introiti per far fronte ai costi fissi per la distribuzione giornaliera della corrispondenza. In risposta a questa situazione la USPS ha incrementato la produttività tutti gli anni dal 2000 al 2007, attraverso l'incremento dell'automazione, l'ottimizzazione delle rotte e altri risparmi.
Il Dipartimento della Difesa e la USPS, congiuntamente, gestiscono un servizio postale per distribuire la posta militare: questo è noto come Army Post Office (per Esercito e Aviazione) e Fleet Post Office (per Marina, Corpo dei Marines e Guardia Costiera).